# Paragavialidium orthacanum
Paragavialidium orthacanum är en insektsart som beskrevs av Zheng, Z. 1994. Paragavialidium orthacanum ingår i släktet Paragavialidium och familjen torngräshoppor. Inga underarter finns listade i Catalogue of Life.